# Gödenstorf
Gödenstorf is een gemeente in de Duitse deelstaat Nedersaksen. De gemeente maakt deel uit van de Samtgemeinde Salzhausen in het Landkreis Harburg. Gödenstorf telt 984 inwoners.
De gemeente Gödenstorf bestaat uit het gelijknamige dorp en uit het 5 km ten zuiden daarvan gelegen Lübberstedt. Vanwege de ligging nabij de Lüneburger Heide is er in deze gemeente sprake van een bescheiden toerisme. Voor gegevens over infrastructuur e.d. zie het artikel over de Samtgemeinde Salzhausen.

## Geschiedenis

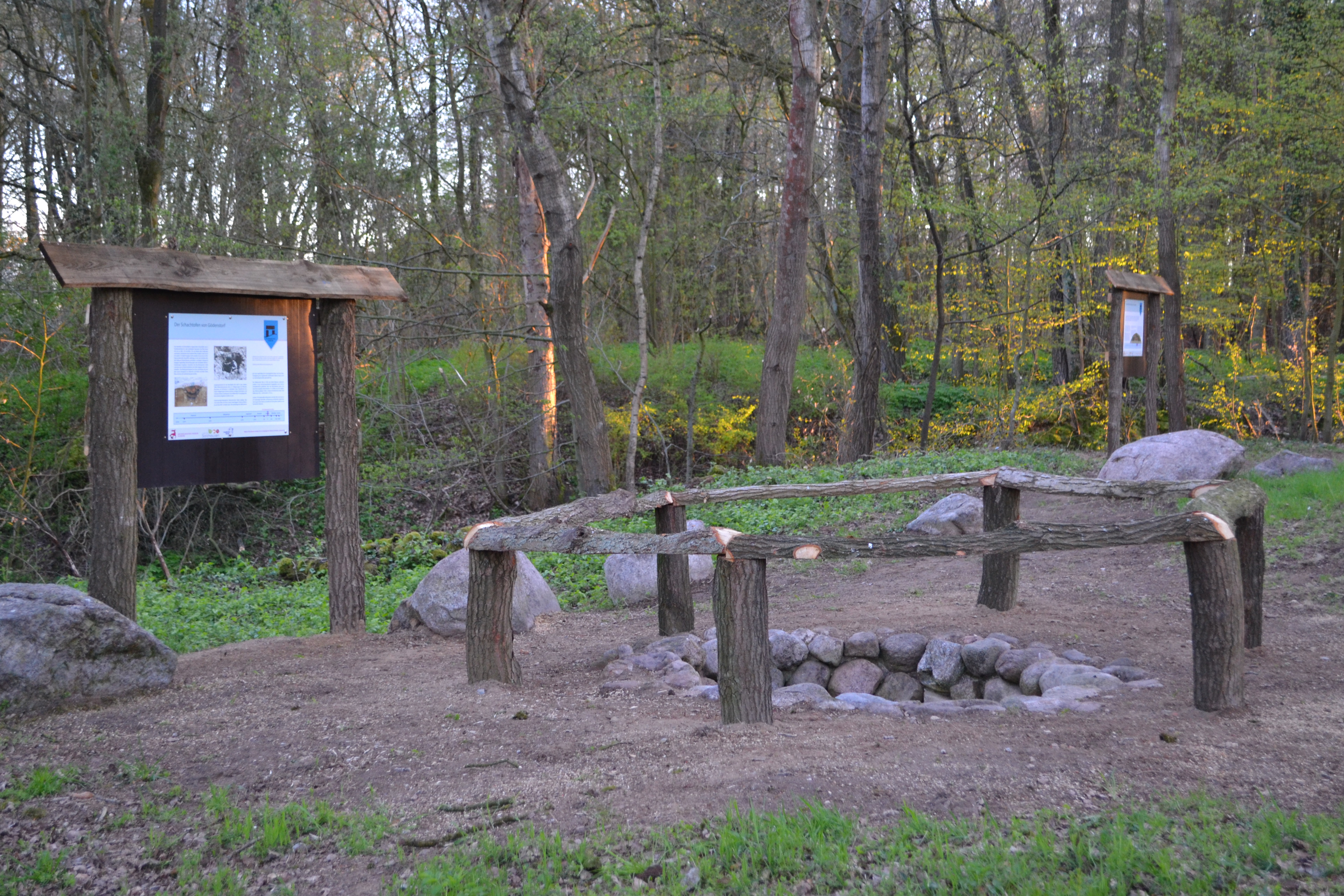
Gerestaureerde kalkoven Schachtofen von Gödenstorf
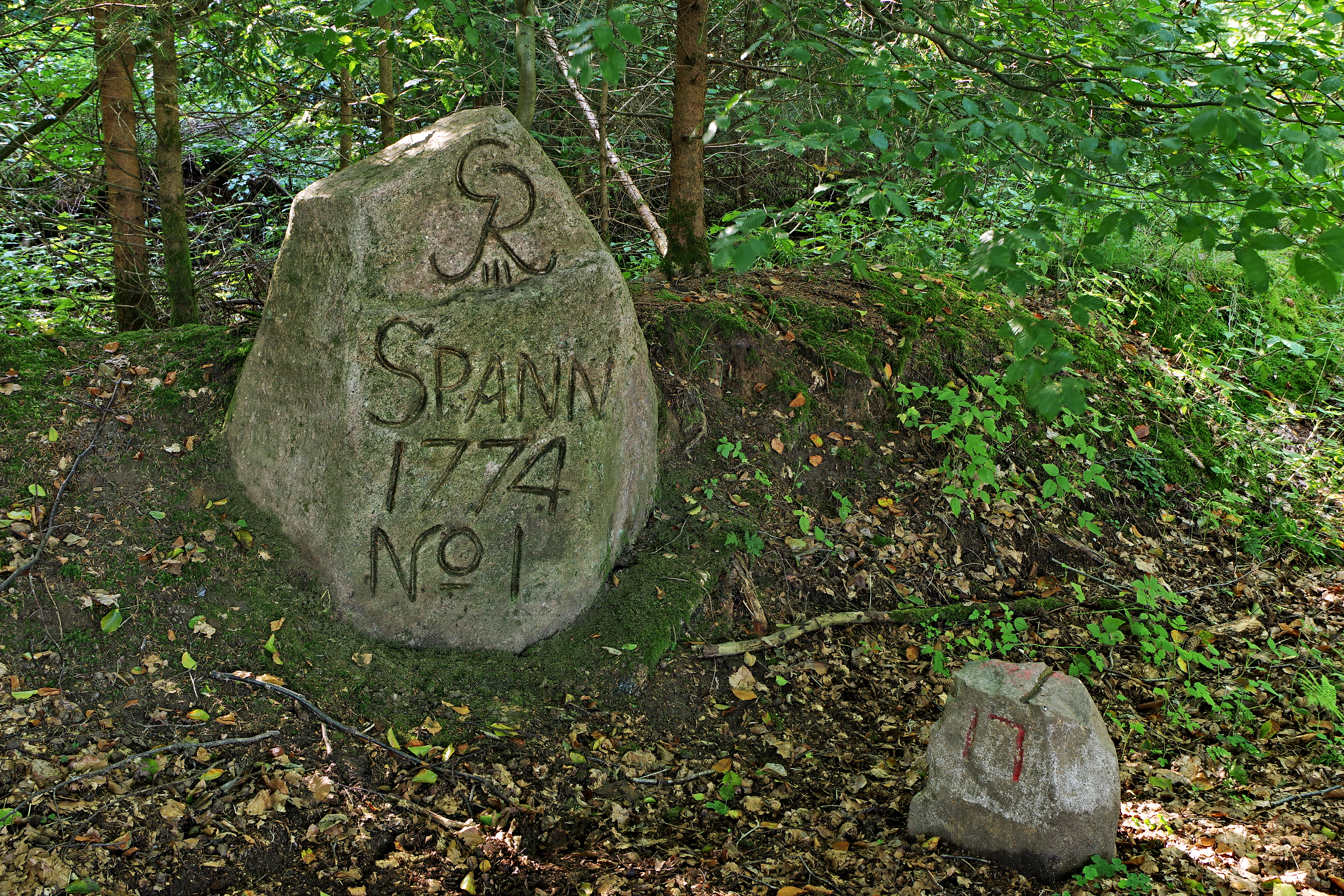
18e-eeuwse grenssteen met monogram van koning en keurvorst George III

Uit de 1e eeuw van de jaartelling dateert de Schachtofen von Gödenstorf. Na archeologisch onderzoek in 1935, toen hij in een grafheuvel was ontdekt, en aanvankelijk voor een bakoven was gehouden, en verbeterd onderzoek in 1979, werd deze kalkoven gereconstrueerd. Hij dateert uit de IJzertijd.
De beide dorpen Gödenstorf en Lübberstedt worden voor het eerst in documenten vermeld in de jaren 1289, respectievelijk 1252. Het zijn steeds weinig belangrijke boeren- en, vanaf plm. 1970, woonforensendorpjes gebleven. Wel heeft zich tussen Gödenstorf en Salzhausen-dorp op een industrieterrein langs het spoorlijntje enig midden- en kleinbedrijf van lokaal en regionaal belang gevestigd.
In de gemeente staan, evenals in het naburige Garlstorf, verscheidene oude grensstenen tussen bospercelen. Deze dateren hoofdzakelijk uit de 18e en 19e eeuw. Ze dienden voor de juiste vaststelling en afgrenzing van jacht- en boskaprechten. Al deze grensstenen staan onder monumentenzorg. Twee van deze grensstenen dragen het monogram van koning en keurvorst George III.

## Toerisme

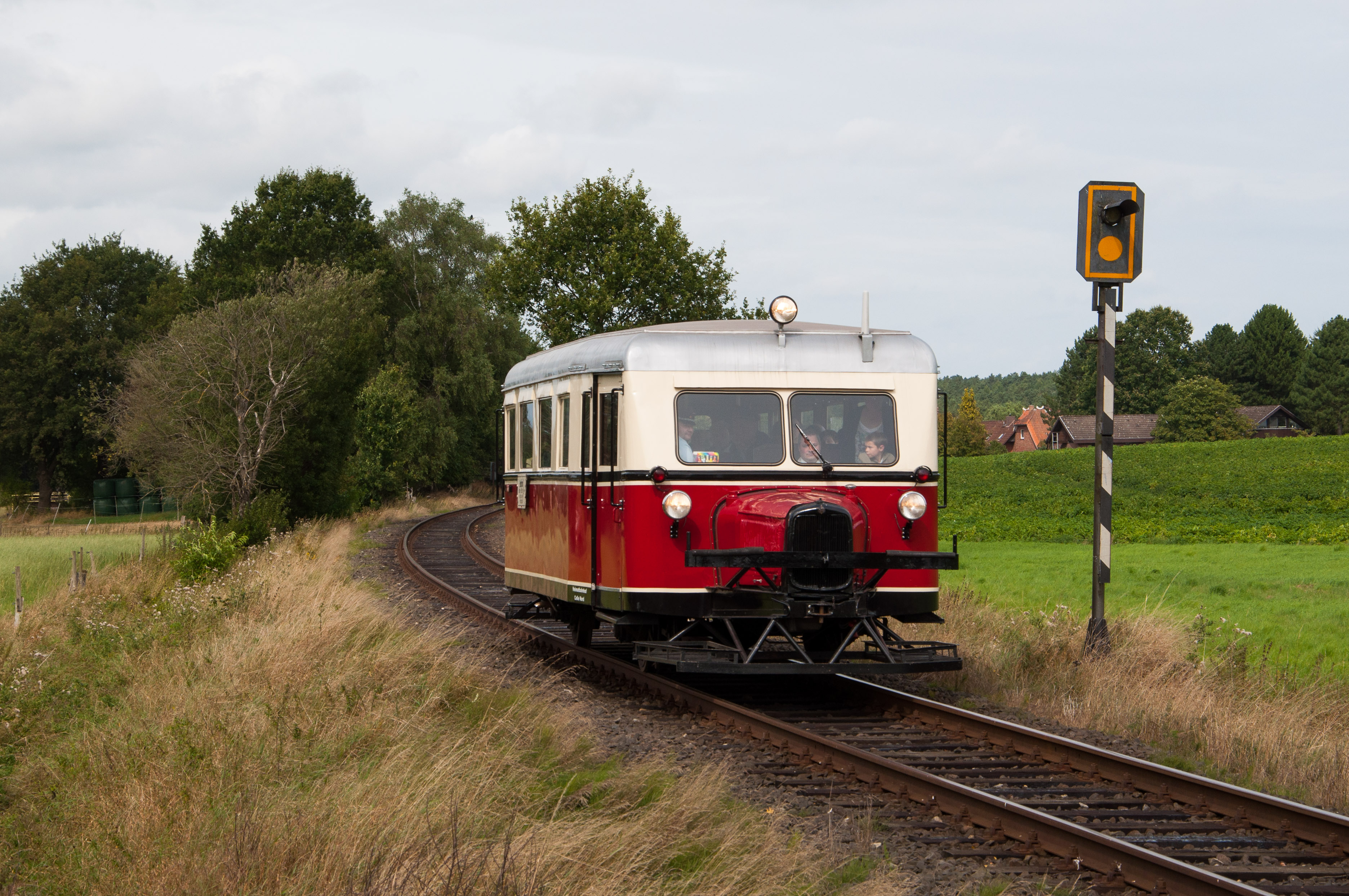
Museumtrein Ameisenbär ('Miereneter'; zo genoemd naar het aan de voorkant uitstekende gedeelte)
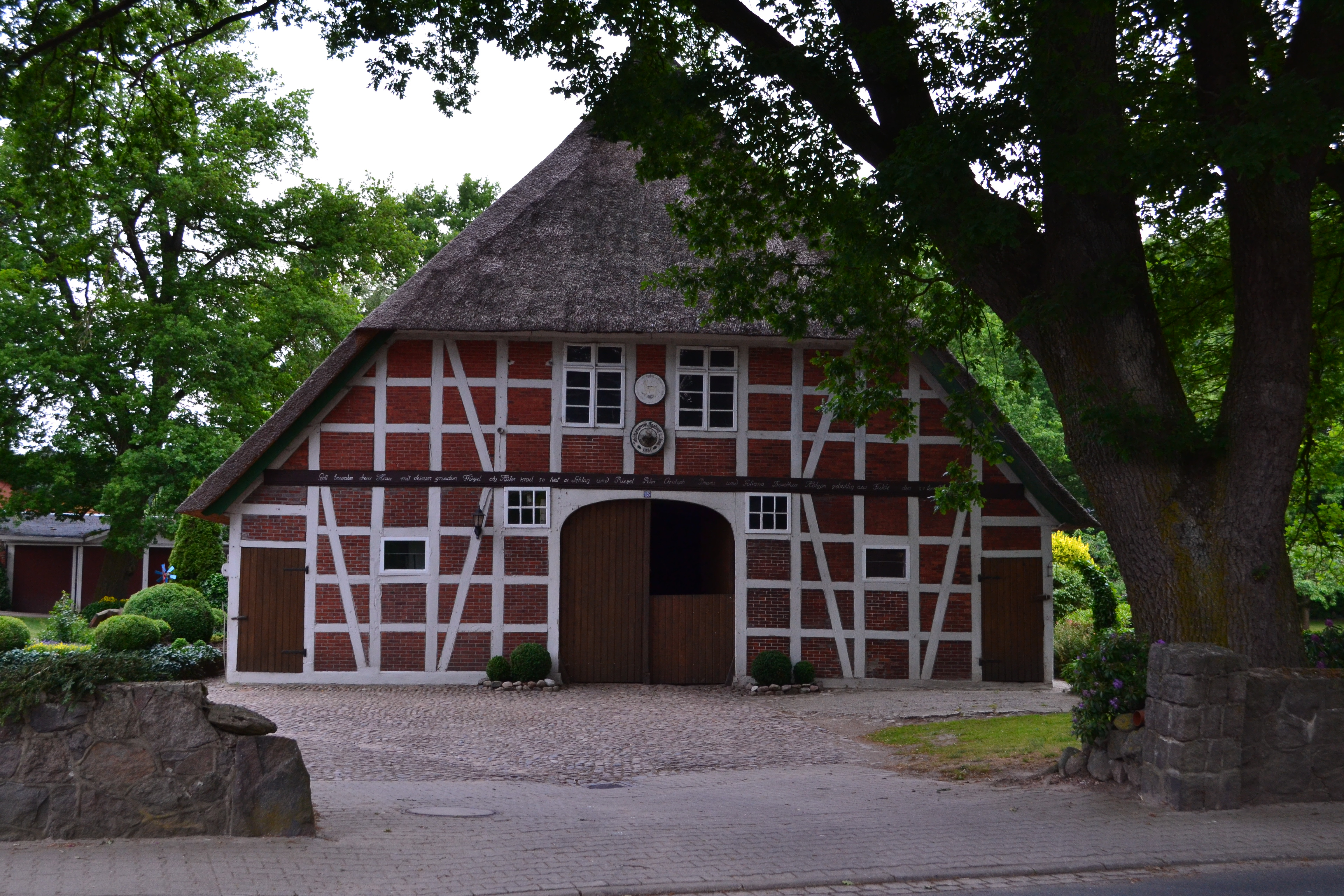
Oude boerderij tussen Gödenstorf en Lübberstedt

Een kleine, bochtige spoorlijn loopt sinds 1906 van Winsen aan de Luhe door o.a. Wulfsen, Gödenstorf, en Lübberstedt naar Hützel, gemeente Bispingen. Over dit spoorlijntje rijden sinds 1970 geen reguliere passagierstreinen meer, maar wel af en toe nog goederentreinen. Incidenteel worden op dit spoorlijntje toeristische ritten uitgevoerd met railbussen van het type Ameisenbär.
De gemeente ligt ten zuiden van een groot bos, dat tot de Lüneburger Heide wordt gerekend. In de omgeving zijn enkele mogelijkheden voor, ook lange, wandel- en fietstochten. Hier en daar kan men tijdens zo'n tocht een schilderachtige, oude boerderij ontdekken. Men raadplege de website van de gemeente voor meer informatie hierover.